# Ioannis Bouzoukis
Ioannis „Giannis“ Bouzoukis (griechisch Ιοάννης Μπουζούκης, * 27. März 1998 in Preveza) ist ein griechischer Fußballspieler.

## Karriere

### Verein
Bouzoukis begann seine Laufbahn bei AE Prevezas, einem Amateurverein aus Epirus im Westen Griechenlands. 2012 wechselte er zu den Junioren von Panathinaikos Athen, wo er 2016 einen Profivertrag bei der ersten Mannschaft erhielt.
Seinen ersten Pflichtspieleinsatz hatte Bouzoukis am 24. Oktober 2017, als er im Rahmen eines Pokalspiels bei Anagenisi Karditsas in der 46. Minute eingewechselt wurde die Panathinaikos mit 2:1 gewinnen konnte. Sein erstes Meisterschaftsspiel absolvierte er am 3. Februar 2018 beim 0:0-Heimspiel gegen Panetolikos. Bis zum Ende der Saison 2017/2018 kam Bouzoukis auf drei weitere Kurzeinsätze. Mit Beginn der Saison 2018/2019 etablierte er sich als Stammspieler im offensiven Mittelfeld, was zum Ende der Spielzeit zu einer vorzeitigen Vertragsverlängerung mit Panathinaikos führte. Am 31. Januar 2022 gab OFI Kreta die Verpflichtung Bouzoukis bekannt.

### Nationalmannschaft
Bouzoukis durchlief ab der U-17 alle Nachwuchsmannschaften Griechenlands. In insgesamt 24 Länderspielen erzielte er vier Tore.